# Ламь
Ламь (Лама) — река в Тверской и Ярославской областях России.
Протекает преимущественно в северо-восточном направлении по территории Краснохолмского, Весьегонского и Брейтовского районов. Исток — на северо-восточном склоне Овинищенской возвышенности, в лесной болотистой местности юго-западнее деревни Михалёво. Впадает в Рыбинское водохранилище (Мологское сужение) у деревни Противье. До создания Рыбинского водохранилища была притоком Мологи. Длина реки составляет 57 км, площадь водосборного бассейна — 215 км².

## Данные водного реестра
По данным государственного водного реестра России относится к Верхневолжскому бассейновому округу, водохозяйственный участок реки — Рыбинское водохранилище до Рыбинского гидроузла и впадающие в него реки, без рек Молога, Суда и Шексна от истока до Шекснинского гидроузла, речной подбассейн реки — Реки бассейна Рыбинского водохранилища. Речной бассейн реки — (Верхняя) Волга до Куйбышевского водохранилища (без бассейна Оки).
Код объекта в государственном водном реестре — 08010200412110000004965.

### Притоки (км от устья)
- 19 км: река Болонинка (лв)